# Massive Killing Capacity
Massive Killing Capacity treći je studijski album švedskog death metal sastava Dismember. Diskografska kuća Nuclear Blast Records objavila ga je 4. kolovoza 1995. Za pjesmu "Casket Garden" snimljen je i spot. Godine 2005. diskografska kuća Regain Records objavila je reizdanje albuma.

## Popis pjesama
| 1.    | »I Saw Them Die«                 | Matti Kärki             | Kärki, Fred Estby            | 2:48 |
| 2.    | »Massive Killing Capacity«       | Kärki                   | Kärki, Richard Cabeza, Estby | 2:54 |
| 3.    | »On Frozen Fields«               | Kärki                   | David Blomqvist              | 2:36 |
| 4.    | »Crime Divine«                   | Estby                   | Cabeza, Estby                | 3:00 |
| 5.    | »To the Bone«                    | Kärki, Cabeza           | Cabeza, Estby                | 3:14 |
| 6.    | »Wardead«                        | Estby                   | Estby                        | 2:28 |
| 7.    | »Hallucigenia«                   | Cabeza                  | Cabeza                       | 4:06 |
| 8.    | »Collection by Blood«            | Kärki, Robert Sennebäck | Kärki, Sennebäck             | 3:42 |
| 9.    | »Casket Garden«                  | Estby                   | Sennebäck, Cabeza, Estby     | 3:37 |
| 10.   | »Nenia« (instrumentalna skladba) |                         | Blomqvist                    | 4:39 |
| 11.   | »Life - Another Shape of Sorrow« | Blomqvist               | Blomqvist, Sennebäck         | 4:52 |
| 37:56 |                                  |                         |                              |      |

## Zasluge
Dismember
- Matti Kärki – vokal
- David Blomqvist – solo-gitara
- Robert Sennebäck – ritam gitara
- Richard Cabeza – bas-gitara
- Fred Estby – bubnjevi

Dodatni glazbenici
- Lisa Junegren – orgulje (na pjesmi "Life - Another Shape of Sorrow")

Ostalo osoblje
- Markus Staiger – produkcija
- Mikael Johansson – fotografije
- Kristian Wåhlin – naslovnica albuma
- Tomas Skogsberg – produkcija, inženjer zvuka
- Peter In de Betou – mastering